# اخرایی‌تباران
اُخرایی‌تباران (نام علمی: Ochrophyta) نام یک شاخه از ناجورتاژکان است.